# Centre de documentation et d'information
Pour les articles homonymes, voir CDI.

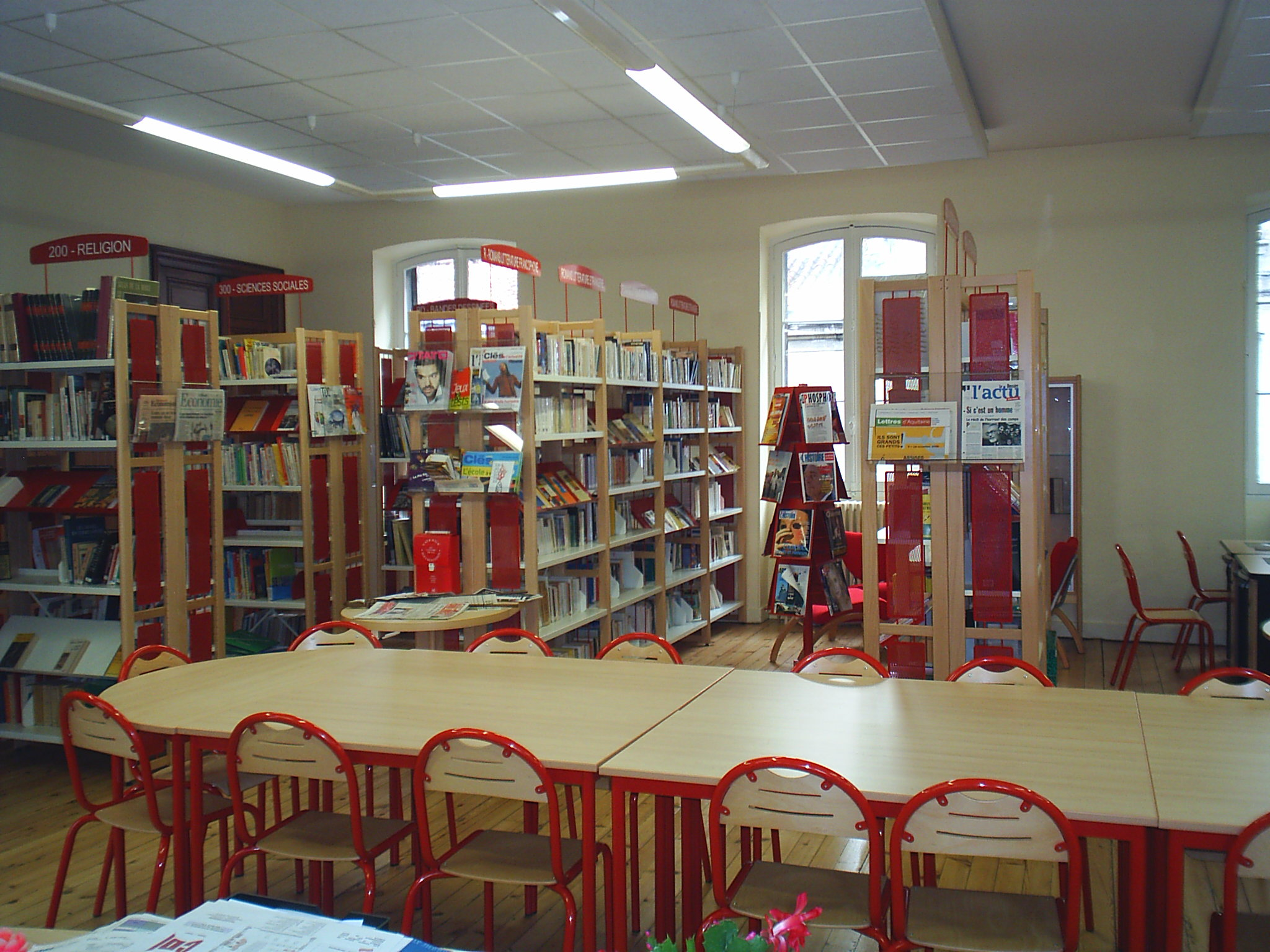
Le centre de documentation et d'information du lycée Le Mirail.

Les collèges et lycées français sont dotés de centres de documentation et d’information (CDI) depuis 1973 (circulaire du 27 mars 1973). 
Le CDI est placé sous la responsabilité du professeur documentaliste, corps recruté, depuis 1990, par un CAPES de Documentation créé par le ministre de l’Éducation nationale, Lionel Jospin, en 1989. Le recrutement des professeurs documentalistes dans l'Enseignement agricole se fait par le biais d'un CAPES Agricole.

## Histoire

### Avant la seconde guerre mondiale: la "préhistoire"
Les premières bibliothèques du milieu scolaire sont principalement des bibliothèques spécialisées qui s’adressent aux professeurs. Les élèves, eux, bénéficient parfois de bibliothèques de classes proposant uniquement de la littérature classique.
En 1862, un arrêté ainsi qu’une circulaire rendent obligatoire la création d’une bibliothèque dans chaque école primaire publique, et en précise le fonctionnement. Mais faute de ressources, de locaux adéquats et de personnel qualifié, ces bibliothèques dépérissent à partir du début du XXe siècle.
Le contexte général est celui de la reconstruction d’après-guerre : on assiste à la "montée en puissance de l’information" et à l’explosion documentaire qui s’accompagne d’une diversification des supports documentaires.
Une réforme globale de l’enseignement est entreprise en 1946-47, et elle aboutit au "plan Langevin-Wallon", qui n’a jamais été mis en application. Il est pourtant devenu (et resté) une référence incontournable dans le domaine de l’éducation, notamment grâce à l’idée selon laquelle l’école doit "former l’homme, le travailleur, le citoyen". 
C’est dans ce contexte de "l’éducation nouvelle" que naissent les "bibliothèques centrales" dans les lycées. L’idée est d’abord de rationaliser et de centraliser des équipements épars (bibliothèques de classe ou d’élèves, bibliothèques spécialisées des professeurs, services de documentation administrative, etc.), mais à cela vient s’ajouter l’idée de mener différentes animations ou clubs dont l’élève est véritablement acteur.
En 1952, la circulaire intitulée "Le rôle de la documentation dans le second degré" constitue une étape décisive d’introduction du document comme support pédagogique de travail pour les élèves. Cette évolution est soutenue par la création du CNDP (Centre National de Documentation Pédagogique) devenu l'actuel réseau Canopé, voulu comme un "lieu de rencontre pour les enseignants, avec un centre de ressources documentaires et des moyens audiovisuels".
Presque 40 ans plus tard, à l’aube de l’ère numérique, cette idée était plus que jamais d’actualité et l’importance du CDI était réaffirmée : "le rôle d’un CDI n’est (donc) pas seulement de mettre à la disposition des élèves une riche et abondante documentation : il est de leur apprendre à réagir devant cette documentation pour en savoir extraire l’information qu’elle contient".

### De 1958 à 1975: Des Services de Documentation (SD) aux CDI ou la "phase expérimentale"
En 1958, Marcel Sire, proviseur au lycée Janson-de-Sailly crée le premier CLDP (centre local de documentation pédagogique).
En 1962, les CLDP deviendront SD (services de documentation) à la faveur de la circulaire intitulée "Instruction générale concernant le service de documentation des établissements d’enseignement", puis SDI (Service de documentation et d’information) en 1966, sous l’impulsion de Marcel Sire, devenu Inspecteur général de la vie scolaire. En effet, c'est avec la mise en œuvre de la circulaire n°66-43 intitulée "Organisation des services de documentation et des bibliothèques des établissements scolaires pour la rentrée scolaire 1966" que les centres deviennent des Services de documentation et d’information (SDI),, qui s'adressent aussi bien aux enseignants qu'aux élèves.
Finalement, ils deviendront CDI (centre de documentation et d’information), grâce à la circulaire du 27 mars 1973 qui marque la volonté de les généraliser dans tous les établissements scolaires, et d’en faire le "cœur". On attribue à Marcel Sire la phrase selon laquelle "l'établissement scolaire est un centre documentaire avec quelque chose autour, comme un être vivant d'un rang supérieur est quelque chose autour d'un cœur". D’une fonction de "service", le CDI passe à une fonction "éducative".
C’est aussi à cette période que les personnels des anciennes "bibliothèques générales" (de professeurs) et ceux des bibliothèques "centrales" (destinées aux élèves) sont réunis sous une seule appellation : les anciens "documentalistes" et "bibliothécaires" deviennent donc "documentalistes-bibliothécaires", et les anciennes associations, distinctes elles aussi, deviennent la FADBEN (Fédération des associations des documentalistes-bibliothécaires de l’Education Nationale).
Le rôle et le fonctionnement des CDI sont précisément définit, en 1974, dans le "rapport Tallon", du nom de l’inspecteur général Etablissement et Vie Scolaire qui en est l’auteur : "le centre documentaire est un moyen privilégié, sinon indispensable" pour "favoriser l’apprentissage de la responsabilité et de l’initiative" et pour "une pédagogie et une vie scolaire rénovée".
De plus il établit les 7 fonctions principales des CDI, que le documentaliste doit mettre en œuvre avec les équipes administrative et pédagogique de l’établissement, à savoir : des fonctions technique, d’accueil, d’information générale, de relations publiques, de loisirs, d’information scolaire et professionnelle et enfin pédagogique.

### De 1975 à 1989: Naissance et reconnaissance d’une profession ou la "phase de consolidation"
En 1977, paraît une première circulaire sur les "fonctions et tâches des responsables de centres de documentation et d’information (CDI) des établissements du second degré" : pour la première fois, la fonction des documentalistes est définie comme étant "d’ordre essentiellement pédagogique".
Puis, en 1986, est publiée la circulaire de mission des professeurs-documentalistes, texte très important puisqu’il régira la profession jusqu’en 2017. Le rôle essentiellement pédagogique du professeur documentaliste y est réaffirmé, et comporte quatre grandes missions : l’initiation et la formation des élèves à la recherche documentaire, l’action toujours étroitement liée à l’activité pédagogique de l’établissement, la participation à l’ouverture de l’établissement et la responsabilité de la gestion du centre de ressources documentaires.
Enfin, la loi d’orientation sur l’éducation de 1989 officialise la création du CAPES (Certificat d’Aptitude au professorat de l’Enseignement du Second degré) de sciences et techniques documentaires.
En 2017, une nouvelle circulaire intitulée "Les missions des professeurs documentalistes" vient actualiser et par là-même abroger la circulaire de 1986.

### Quel avenir pour les CDI?
Internet et le développement des ressources numériques renforcent le rôle du CDI dans la formation des élèves à "la culture de l’information, et à un usage critique et responsable des outils et des sources d’informations".
Depuis 2012, les CDI engagent une réflexion et des expérimentations pour évoluer vers des "centres de connaissance et de culture" (3C), à l’image des e-learning centres anglais.
Considérés comme des espaces de ressources centraux dans les établissements scolaires et intégrés à leur environnement local, l’idée est de "faire cohabiter le livre et le numérique, de permettre de décloisonner espaces et temps scolaires, d’être des lieux permettant de personnaliser l’accompagnement des élèves et de développer de nouvelles pratiques pédagogiques ; ils doivent proposer aux élèves un cadre de travail et de rencontre convivial".

## Activités
Le CDI est un espace réticulaire au sein duquel les pôles de documentation et de recherche sont adjacents et où le professeur documentaliste accueille les élèves durant leur temps libre, pendant leurs heures d'étude ou lors de séances pédagogiques qu'il conçoit et mène seul ou en collaboration avec les enseignants de discipline. Les activités organisées portent sur différents axes : des apprentissages info-documentaires, l'éducation aux médias et à l'information, la promotion de la lecture, l'ouverture culturelle. Les ressources sont disponibles via différents supports : imprimé (livres de fiction et documentaires, revues), et numérique (plateformes sons, DVD et sites Web). Ils sont majoritairement équipés de vidéoprojecteurs, d'enceintes, de tableaux blancs interactifs et de salles multimédia permettant de dispenser les formations info-com-documentaires.
Les apprentissages info-documentaires dispensés dans les CDI participent d'un développement de la culture informationnelle des élèves : connaissance des environnements informationnels et numériques, savoirs relatifs à la recherche d'information et à l'exploitation de cette information pour des productions documentaires, connaissance des médias d'information, des médias sociaux, de l'histoire de la communication, développement de notions de droit de l'information.
Au collège, les professeurs documentalistes travaillent seuls ou en collaboration, selon des projets pédagogiques. 
En lycée, ils participent généralement aux dispositifs tels que les TPE, l'ECJS (devenue EMC à la rentrée 2015) ou les enseignements d'exploration pour donner aux élèves la culture documentaire leur permettant de mieux comprendre et d'utiliser l'offre globale d'information dans notre société. Les professeurs documentalistes ne sont pas recrutés en proportion du nombre d'élèves, on en compte souvent un en collège, deux en lycée ; selon une source syndicale, ceci ne permet pas des apprentissages documentaires pour tous.

## Gestion et évolution
L'activité de gestion et de prêt des CDI est informatisée. Sans avoir une formation aussi avancée que les bibliothécaires mais une pédagogie plus développée et donc une meilleure méthode pour la transmission des données, les professeurs documentalistes partagent des compétences communes avec les professionnels des bibliothèques et de la documentation, en matière de gestion. Ils respectent les normes développées en bibliothéconomie. Le ou les professeurs documentalistes, parfois assistés d'un aide-documentaliste, utilisent généralement le logiciel documentaire BCDI ou PMB, dont la connaissance et la maîtrise peuvent être un objectif dans les apprentissages info-documentaires. 
Depuis 2004, l'inspection générale responsable de la Documentation soutient le développement de la politique documentaire. Elle se définit comme l'ensemble des objectifs que peut viser un service documentaire pour servir un public bien défini. Toutefois, les professeurs documentalistes refusent souvent dans la pratique que toutes leurs activités soient incluses dans une "politique documentaire", d'autant que celle-ci suppose un contrôle du Conseil d'administration. Les professeurs documentalistes s'en tiennent alors à un projet documentaire indépendant des apprentissages info-documentaires. Depuis 2012, l'inspection générale soutient la transformation des CDI en 3C, centres de connaissances et de culture, sur le principe anglo-saxon et universitaire des Learning Centres. Cette proposition a engagé des débats sur l'autonomie laissée aux enfants, en particulier en collège, avec un projet qui minimise la nécessité des apprentissages info-documentaires. Le projet de 3C est très peu accepté par la profession. 
Il n'existe pas de normes établies pour la création des CDI en France, qui dépendent des collectivités territoriales, le département pour le collège, la région pour le lycée. Toutefois, au niveau international, la section School Libraries de l'IFLA, Fédération internationale des associations de bibliothécaires et d'institutions, propose des recommandations ou Guidelines, en dressant une liste des différents espaces d'une bibliothèque scolaire (p. 33) :  
- un espace d'étude et de recherche (bureau d'information, catalogues, tables de travail...)
- un espace de lecture (romans, périodiques...)
- un espace pour les apprentissages (pouvant accueillir un petit groupe ou une classe entière, avec des outils numériques)
- un espace de production documentaire et de travail en groupe
- un espace de gestion (bureaux de gestion, réserve pour les archives et les équipements)